# Jezioro Calka

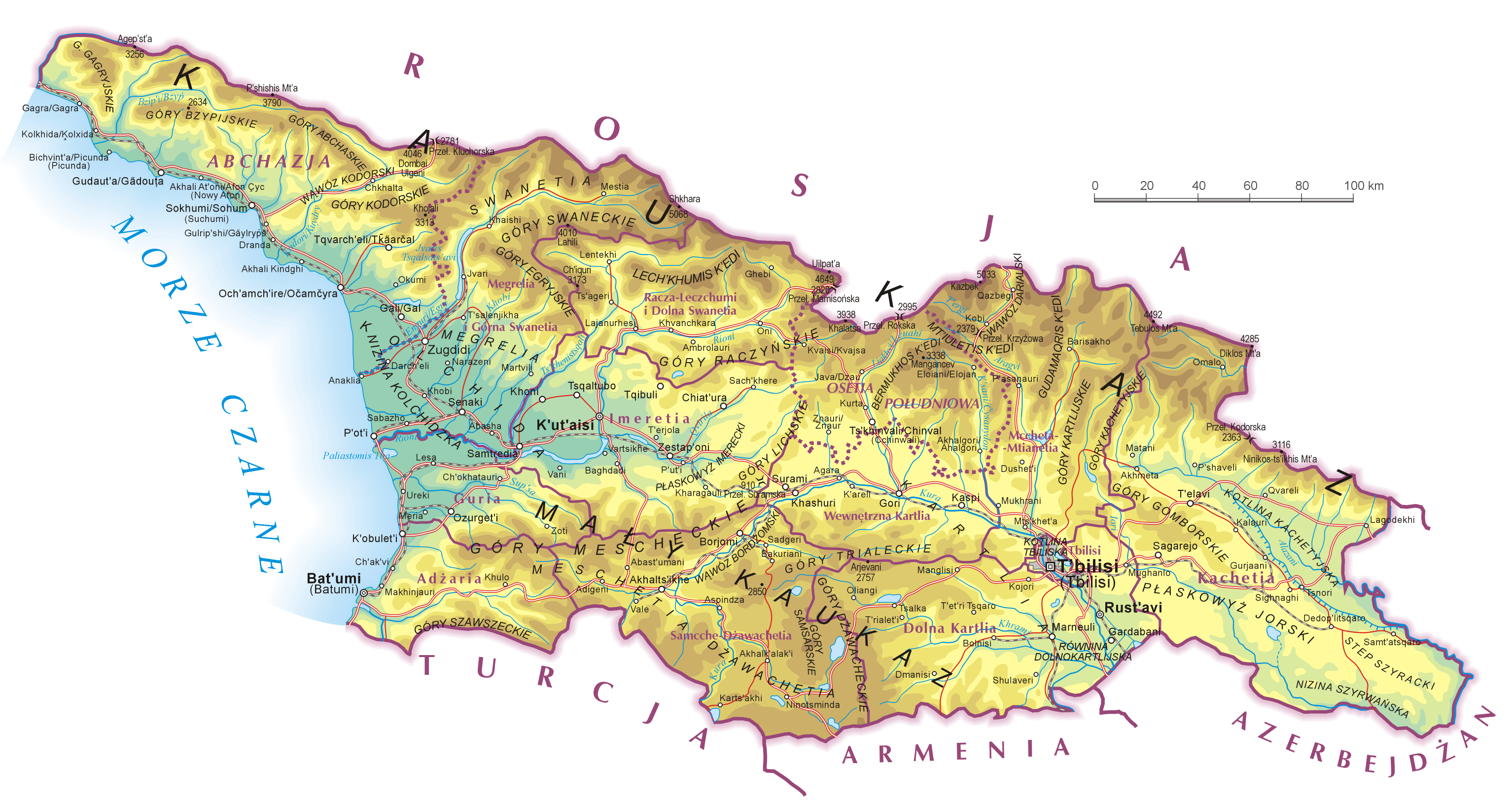
Mapa fizyczna Gruzji, jezioro Calka widoczne na niej na południe od Gór Trialeckich, tuż obok miasta Tsalka (Calka)

Jezioro Calka (gruz. წალკის წყალსაცავი, Calkis Ckalsacawi, ros. Цалкское водохранилище, ang. Tsalka Lake) – sztuczne jezioro w Gruzji, powstałe przez przegrodzenie w 1946 roku rzeki Chrami nieopodal miasta Calka na potrzeby tutejszej hydroelektrowni, o mocy 220 MW. Powierzchnia jeziora ok. 30–31 km², w zależności od poziomu wody. Średnia głębokość 15 metrów, rozciągłość równoleżnikowa ok. 12 km, południkowa – ok. 4 km. Stanowi zbiornik wody pitnej dla okolicznych miejscowości, w przyszłości planowane jest zaopatrywanie z jego wód także odległego o 60 km na wschód miasta Tbilisi. 
W jeziorze żyje niespotykana w innych wodach na świecie ryba zwana "chramuli". Jezioro wykorzystywane jest także rekreacyjnie, nad jego brzegami znajduje się m.in. plaża i dom wypoczynkowy dla kuracjuszy.
Jest największym sztucznym zbiornikiem wodnym w Gruzji.
W bezpośrednim sąsiedztwie jeziora, na północ od niego, przebiega rurociąg naftowy z Baku do Achalkalaki.